# أم عجرة
أم عجرة قرية فلسطينية تقع إلى الجنوب من مدينة بيسان. بانحراف قليل إلى الشرق. وتربطها بكل من بيسان والزراعة طريق معبدة متفرعة عن طريق بيسان – الجفتلك – أريحا الرئيسة المعبدة التي تسير بمحاذاة حافة غور الأردن الغربية. وتربط طرق ترابية ممهدة أم عجرة بالقرى والمواقع المجاورة.

## القرية قبل الاحتلال عام 1948
أقيمت مضارب وبيوت أم عجرة فوق بقعة منبسطة من أراضي غور بيسان. ويتراوح انخفاضها ما بين 200 و225م عن سطح البحر. وكانت هذه المضارب خالية من المرافق والخدمات العامة، لذا اعتمد السكان على مدينة بيسان للحصول على حاجاتهم وعلى الخدمات المطلوبة. وتركزت معظم المضارب والبيوت بالقرب من أقدام الحافة الغربية لغور بيسان حيث تكثر ينابيع المياه التي استخدمت في الشرب وري المزارع. وكانت بعض المضارب والبيوت متناثرة داخل المزارع الممتدة نحو الشرق. وأهم عيون الماء عين نصر الواقعة إلى الغرب من أم عجرة، وتوجد العيون أيضًا داخل التجمع الرئيس لبيوت أم عجرة. وتروى منها مزارع النخيل والخضر. وهناك بعض العيون في الخرب القريبة مثل خربة خارج مكة وخربة سرسق. وتوجد بعض التلال الأثرية في أراضي أم عجرة مثل تل السريم وتل الوحش وتل الشيخ سماد الذي يقع إلى الغرب منه مقام الشيخ سماد.
تبلغ مساحة أراضي أم عجرة 6.443 دونمًا منها 1.218 دونمًا تسربت لليهود، وكانت هذه الأراضي تستثمر في زراعة الحبوب والخضر وبعض الأشجار المثمرة كالموز في حين استثمرت في الرعي بعض الأراضي، وبخاصة فوق أقدام مرتفعات الحافة الغربية للغور. وقد استفاد سكان أم عجرة من أسواق بيسان لبيع منتجاتهم الزراعية والحيوانية.
كان عدد سكان أم عجرة 86 نسمة في عام 1922، وازداد عددهم في عام 1931 إلى 242 نسمة كانوا يقيمون في 48 بيتًا. وفي عام 1945 قدر عددهم بنحو 260 نسمة. وقد طرد اليهود في عام 1948 هؤلاء السكان ودمروا بيوتهم واستغلوا أراضي أم عجرة في الزراعة الكثيفة والمختلطة، وتربية المواشي في المزارع والأسماك في برك المياه.

## القرية اليوم
بات موقع وأراضيها حقولاً مزروعة. ويمكن رؤية بقايا أشجار النخيل مبعثرة في أنحاء الجزء الشمالي من الموقع.

## المستعمرات الصهيونية على اراضي القرية
تقع شفعا، وهي مزرعة بنيت في الخمسينات، على أراضي القرية. وثمة ثلاث مستعمرات كانت أسست في جوار القرية، لكن لا على أراضيها. وتقع أفوكا، التي أقيمت في سنة 1941, إلى الشمال. ويقع كيبوتس عين هنتسيف، الذي أسس في سنة 1946, في الجزء الغربي من الموقع، بينما يقع كيبوتس كفار روبين، الذي أسس في سنة 1938, في جزئه الشرقي.